# Coelostomidia jenniferae
Coelostomidia jenniferae är en insektsart som beskrevs av Morales 1991. Coelostomidia jenniferae ingår i släktet Coelostomidia och familjen pärlsköldlöss. Inga underarter finns listade i Catalogue of Life.